# Urodacus spinatus
Espèce
Synonymes
- Urodacus subarmatus Pocock, 1902
- Urodacus simplex Pocock, 1902

Urodacus spinatus est une espèce de scorpions de la famille des Scorpionidae.

## Distribution
Cette espèce est endémique du Queensland en Australie. Elle se rencontre du Cap York à la Chester River.

## Description
Le mâle holotype mesure 93 mm.
Le mâle décrit par Koch en 1977 mesure 93 mm.

## Publication originale
- Pocock, 1902 : « A contribution to the systematics of scorpions. » Annals and Magazine of Natural History, sér. 7, vol. 10, p. 364-380 (texte intégral).